# هيو روز
هيو روز (بالإنجليزية: Hugh Rose, 1st Baron Strathnairn)‏ (6 أبريل 1801 برلين ألمانيا - 16 أكتوبر 1885 باريس فرنسا) هو عسكري بريطاني شارك في ثورة الهند سنة 1857.